# Олдерні (аеропорт)
Аеропорт Олдерні (англ. Alderney Airport) (IATA: ACI, ICAO: EGJA) — єдиний аеропорт на острові Олдерні. 
Побудований в 1938, аеропорт Олдерні став першим аеропортом на Нормандських островах. 
Це найближчий аеропорт Нормандських островів до південного узбережжя Англії та берега Франції. 
Інфраструктура аеропорту містить ангар, пожежну станцію, Duty Free та безмитну заправну станцію.

## Злітно-посадкові смуги
Олдерні використовує три злітно-посадкові смуги, що відрізняє його від інших аеропортів Нормандських островів. 
Головна злітно-посадкова смуга, 08/26 завдовжки 880 м асфальтована. 
Дві інші злітно-посадкові смуги трав'яні. Головна злітно-посадкова смуга обладнана підсвічуванням низької інтенсивності, портативними ліхтарями, що можуть використовуватись на смузі 14/32. 
Обладнання та вогні злітно-посадкової смуги було замінено у 2006 році.

## Авіалінії та напрямки
| Авіакомпанія | Пункт призначення   |
| ------------ | ------------------- |
| Aurigny      | Гернсі, Саутгемптон |